# Derschau (Adelsgeschlecht)

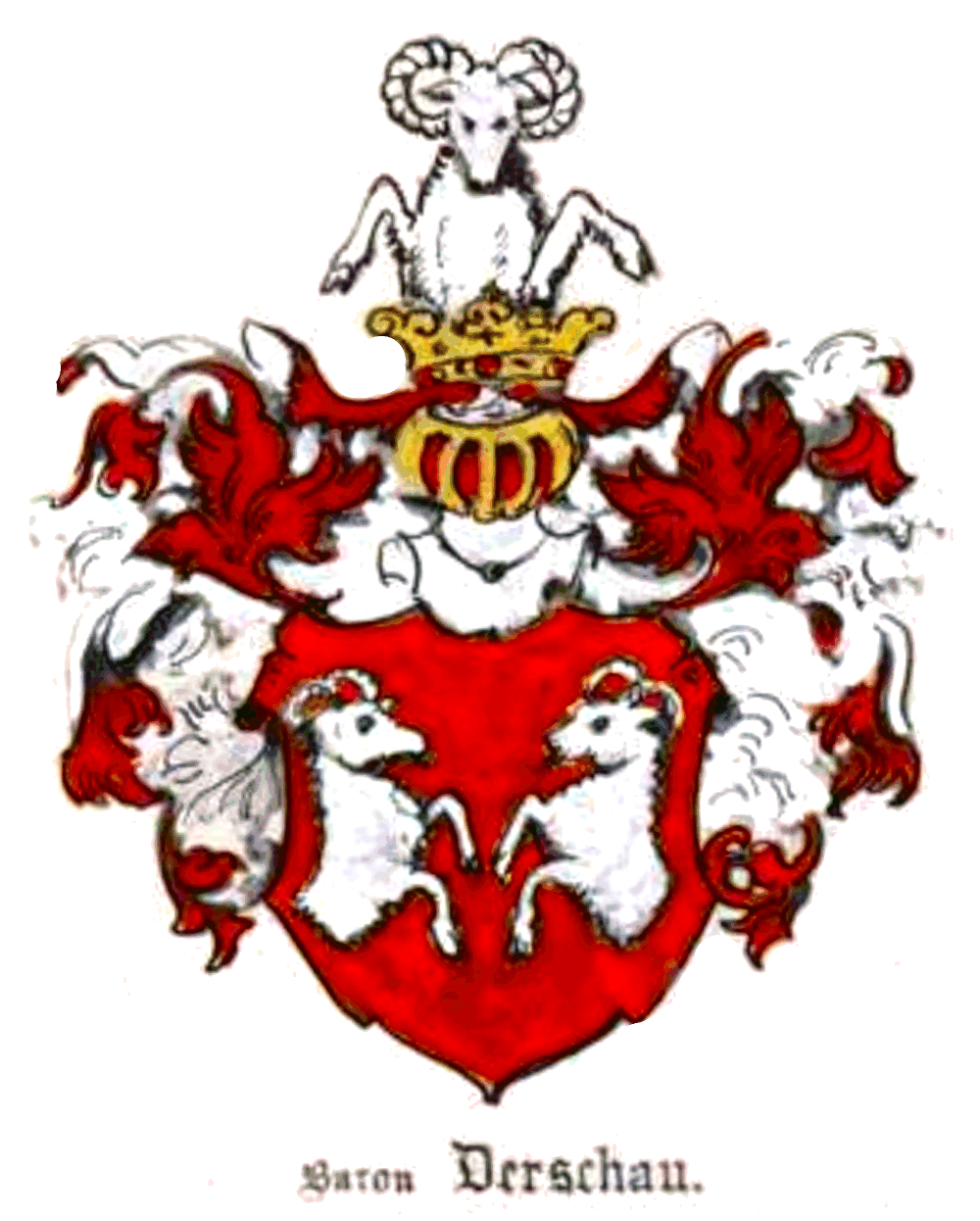
Stammwappen der Barone Derschau

Derschau ist der Name eines preußischen–kurländischen Adelsgeschlechts. Zweige der Familie bestehen gegenwärtig fort.

## Geschichte
Die gesicherte Stammreihe des Geschlechts beginnt mit dem Danziger Kaufmann und Senator des Königsberger Kneiphofes Bernhard Derschau († 1590). Seine Söhne Bernhard (1560–1631), königlich schwedischer und polnischer Hofgerichtsrat, sowie Erbherr auf Kuggen und Stifter der preußischen Linie, Johannes (1562–1616), Dr. jur., kurfürstlich brandenburgischer Hofrat und Gesandter, sowie Erbherr auf Woidieten und Reinhold († 1633), Ratsherr in Tilsit und Erbherr auf Jägenberg, die Dirschkawer wurden am 15. Dezember 1602 in Prag in den Rittermäßigen Reichsadelsstand gehoben. Ebenfalls in Prag, am 31. Mai 1603 erhielten die drei Brüder zusätzlich den böhmischen Adelstand.
Aus der preußischen Linie erfuhr Reinhold von Derschau (1600–1667), Dr. jur., Professor der Rechte, kurfürstlich brandenburgischer Oberappellations- und Hofrat, sowie Erbherr auf Woninkeim am 20. März 1663 in Königsberg die kurfürstlich brandenburgische Adelsbestätigung, verbunden mit einer Wappenbesserung. Die Brüder Bernhard von Derschau, Erbherr auf Woninkeim und Albrecht Friedrich von Derschau, königlich preußischer Hofgerichtsvizepräsident, erhielten am 20. Juli 1740 in Königsberg das preußische Indigenat. Der vormalige königlich preußische Hauptmann Hans Albrecht von Derschau wurde in Nürnberg am 15. Februar 1817 bei der Adelsklasse im Königreich Bayern immatrikuliert.
Die Immatrikulation bei der kurländischen Ritterschaft erfolgte mit der Matrikel-Nr. 194 im Jahre 1682 für Friedrich von Derschau († 1707), königlich preußischer Leutnant und Erbherr auf Kaulitzen. Die russische Anerkennung der berechtigung zur Führung des Baronstitels erging durch Senatsukas Nr. 2823 vom 3. März 1862.
Am 4. September 1909 wurde der Familienverband am Amtsgericht Berlin eingetragen.

## Wappen
Das Stammwappen (1602) zeigt in Rot zwei einander zugekehrte natürliche abgeschnittene schwarzbraune oder silberne Widderköpfe. Auf dem Helm mit rot-goldenen oder rot-silbernen Decken ein aus der Helmwulst wachsender in Front gestellter Widderkopf.
Das gebesserte Wappen (1663) zeigt in Rot eine freistehende, auf einem Viereck ruhende blaue Säule mit blauer Kugel und einem grünen Lorbeerkranz, beseitet von zwei einander zugekehrten schwarzbraunen Widderköpfen samt Hals. Auf dem Helm mit rot-goldenen Decken ein in Front gestellter Widderkopf samt Hals.
Das kurländische Wappen (1682) zeigt in Rot zwei einander zugekehrte natürliche halbe Widder. Den in Front gestellten silberner Widderkopf auf dem Helm rot-silbernen Decken aus der Helmkrone wachsend.

## Bekannte Familienmitglieder
- Reinhold von Derschau (1600–1667), preußischer Jurist
- Christian Reinhold von Derschau (1679–1742), preußischer Generalmajor
- Christoph von Derschau (* um 1595; † 1649), deutscher Jurist und Diplomat[1]
- Karl Friedrich von Derschau (1699–1753), preußischer Generalmajor, Chef des Füsilier-Regiments Nr. 47
- Christoph Friedrich von Derschau (1714–1799), preußischer Regierungspräsident von Ostfriesland und Dichter
- Friedrich Wilhelm von Derschau (1723–1779), preußischer Staatsmann unter Friedrich dem Großen
- Karl von Derschau (1787–1862), russischer Generalleutnant
- Albert von Derschau (1841–1915), preußischer Generalmajor
- Reinhold von Derschau (1847–1913), preußischer Generalmajor, 1911 Vorsitzender des Familienvereins
- Friedrich von Derschau (1866–1926), preußischer Generalmajor
- Bernhard von Derschau (1591–1639), deutscher Dichter
- Bernhard von Derschau (Landrat) (1903–1945), deutscher Landrat in Oppeln, Grottkau und Pleß in Oberschlesien